# Волш (Колорадо)
Волш (англ. Walsh) — місто (англ. town) в США, в окрузі Бака штату Колорадо. Населення — 543 особи (2020).

## Географія
Волш розташований за координатами 37°23′10″ пн. ш. 102°16′48″ зх. д. / 37.38611° пн. ш. 102.28000° зх. д. (37.386107, -102.279933).  За даними Бюро перепису населення США в 2010 році місто мало площу 1,16 км², уся площа — суходіл.

### Клімат
| Клімат : Волш           | Клімат : Волш | Клімат : Волш | Клімат : Волш | Клімат : Волш | Клімат : Волш | Клімат : Волш | Клімат : Волш | Клімат : Волш | Клімат : Волш | Клімат : Волш | Клімат : Волш | Клімат : Волш | Клімат : Волш |
| Показник                | Січ.          | Лют.          | Бер.          | Квіт.         | Трав.         | Черв.         | Лип.          | Серп.         | Вер.          | Жовт.         | Лист.         | Груд.         | Рік           |
| Середній максимум, °C   | 7,8           | 9,7           | 14,5          | 19,8          | 25,0          | 30,5          | 33,5          | 31,9          | 27,7          | 20,8          | 13,7          | 7,8           | 20,2          |
| Середня температура, °C | 0,1           | 1,8           | 6,3           | 11,2          | 16,8          | 22,2          | 25,1          | 24,0          | 19,4          | 12,4          | 5,7           | 0,3           | 12,1          |
| Середній мінімум, °C    | −7,6          | −6            | −2            | 2,7           | 8,6           | 13,9          | 16,7          | 16,1          | 11,2          | 4,0           | −2,2          | −7,2          | 4,0           |
| Норма опадів, мм        | 12            | 12            | 29            | 40            | 56            | 68            | 89            | 78            | 36            | 40            | 15            | 14            | 497           |
| Днів з опадами          | 3             | 3             | 6             | 7             | 8             | 8             | 8             | 7             | 5             | 5             | 4             | 4             | 68            |
| Днів зі снігом          | 3             | 2             | 2             | 1             | 0             | 0             | 0             | 0             | 0             | 0             | 2             | 3             | 13            |
| ----------------------- | ------------- | ------------- | ------------- | ------------- | ------------- | ------------- | ------------- | ------------- | ------------- | ------------- | ------------- | ------------- | ------------- |
| Джерело: NOAA           |               |               |               |               |               |               |               |               |               |               |               |               |               |

## Демографія
Згідно з переписом 2010 року, у місті мешкало 546 осіб у 251 домогосподарстві у складі 137 родин. Густота населення становила 471 особа/км².  Було 350 помешкань (302/км²).
Расовий склад населення:
| - 85,7 % — білих - 2,4 % — корінних американців - 11,0 % — осіб інших рас |

До двох чи більше рас належало 0,9 %. Частка іспаномовних становила 18,1 % від усіх жителів.
За віковим діапазоном населення розподілялося таким чином: 21,8 % — особи молодші 18 років, 49,6 % — особи у віці 18—64 років, 28,6 % — особи у віці 65 років та старші. Медіана віку мешканця становила 46,8 року. На 100 осіб жіночої статі у місті припадало 89,6 чоловіків;  на 100 жінок у віці від 18 років та старших — 87,3 чоловіків також старших 18 років.
Середній дохід на одне домашнє господарство  становив 47 628 доларів США (медіана — 34 712), а середній дохід на одну сім'ю — 58 599 доларів (медіана — 56 250). Медіана доходів становила 41 176 доларів для чоловіків та 26 316 доларів для жінок. За межею бідності перебувало 13,9 % осіб, у тому числі 9,8 % дітей у віці до 18 років та 13,4 % осіб у віці 65 років та старших.
Цивільне працевлаштоване населення становило 276 осіб. Основні галузі зайнятості: освіта, охорона здоров'я та соціальна допомога — 28,3 %, сільське господарство, лісництво, риболовля — 27,2 %, транспорт — 9,4 %, мистецтво, розваги та відпочинок — 6,5 %.